# 巴巴环形山
巴巴环形山（Bhabha）是月球背面位于南极区附近的一座大撞击坑，约形成于39.2-38.5亿年前的酒海纪，其名称取自印度物理学家、对印度核技术发展作出重要贡献的霍米·杰汉吉尔·巴巴（1909年-1966年），1970年被国际天文学联合会批准接受。

## 描述

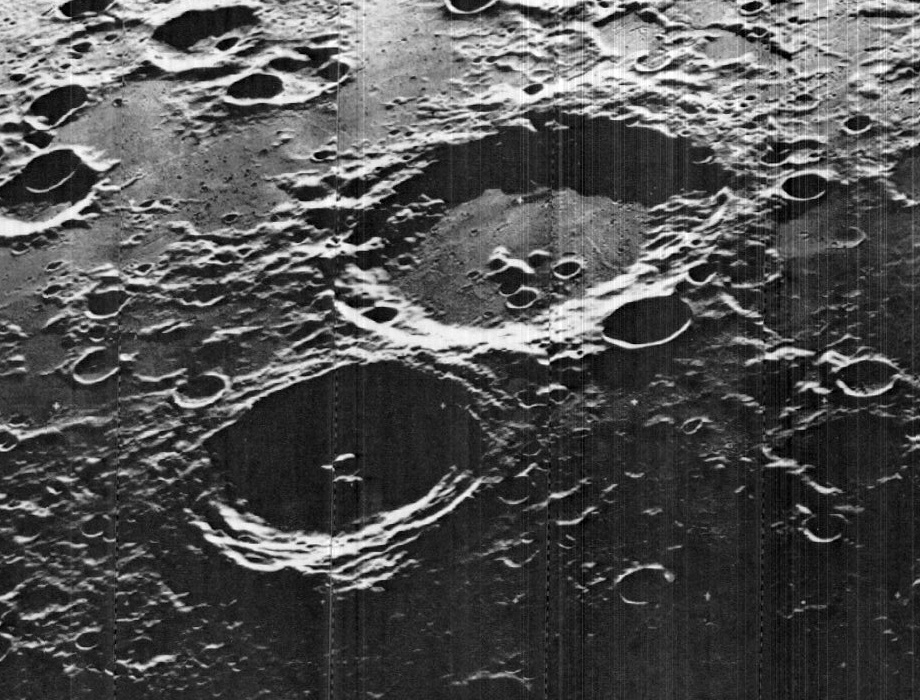
月球轨道器5号拍摄的博斯环形山（右上）和巴巴环形山（左下）照片

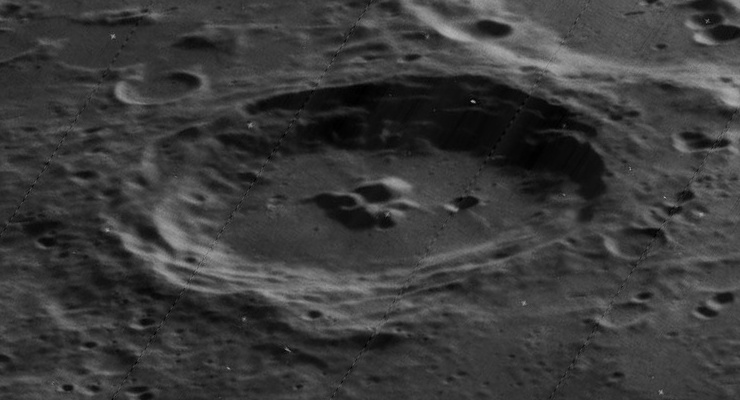
月球轨道器5号拍摄的斜视图

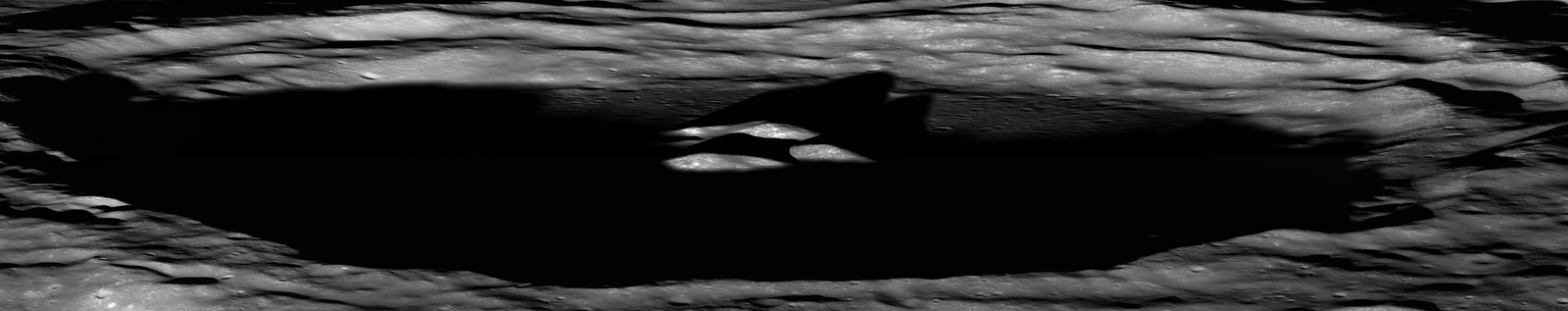
月球勘测轨道飞行器拍摄的图像

该陨坑位于南极-艾托肯盆地中央，西北与更大的博斯环形山相接壤、东侧和南面则分别坐落了略小的斯托尼陨石坑和别林斯高晋环形山。该陨坑中心月面坐标为55°30′S 165°19′W / 55.5°S 165.31°W，直径70.25公里，深度约2.76公里。
巴巴环形山是一座相对年轻的撞击坑，外观轮廓呈不规则圆状，西北侧边缘因博斯环形山的撞击而明显内缩，但整体坑壁仍较为完整。沿内侧壁较规则分布有阶地状结构，尤其是东南侧部分最清晰。该陨坑最大高出周边地形1290米，内部容积约4389立方千米。坑内表面相对平坦，中央区矗立着一群呈半圆形分布，直径范围约14公里，开口向北的中央峰，其构成成分为辉长-苏长长岩、苏长斜长岩、辉长苏长岩及辉长岩，在它们的北面坐落了一座小陨石坑。东南部可看到分布更幽暗岩石的痕迹。

## 另请参阅
- Andersson, L. E.; Whitaker, E. A. . NASA RP-1097. 1982.
- Blue, Jennifer. . USGS. July 25, 2007  [2007-08-05]. （原始内容存档于2018-12-25）.
- Bussey, B.; Spudis, P. . New York: Cambridge University Press. 2004. ISBN 978-0-521-81528-4.
- Cocks, Elijah E.; Cocks, Josiah C. . Tudor Publishers. 1995. ISBN 978-0-936389-27-1.
- McDowell, Jonathan. . Jonathan's Space Report. July 15, 2007  [2007-10-24]. （原始内容存档于2018-12-25）.
- Menzel, D. H.; Minnaert, M.; Levin, B.; Dollfus, A.; Bell, B. . Space Science Reviews. 1971, 12 (2): 136–186. Bibcode:1971SSRv...12..136M. doi:10.1007/BF00171763.
- Moore, Patrick. . Sterling Publishing Co. 2001. ISBN 978-0-304-35469-6.
- Price, Fred W. . Cambridge University Press. 1988. ISBN 978-0-521-33500-3.
- Rükl, Antonín. . Kalmbach Books. 1990. ISBN 978-0-913135-17-4.
- Webb, Rev. T. W.  6th revised. Dover. 1962. ISBN 978-0-486-20917-3.
- Whitaker, Ewen A. . Cambridge University Press. 1999. ISBN 978-0-521-62248-6.
- Wlasuk, Peter T. . Springer. 2000. ISBN 978-1-85233-193-1.